# Sfânta Alianță
Sfânta Alianță a fost o coaliție a Imperiului Rus, Prusiei și Imperiului Austriac creată la inițiativa țarului Alexandru I și semnată pe 26 septembrie 1815 de cele trei mari puteri. 

## Crearea Sfintei Alianțe
Sfânta Alianță a luat naștere imediat după Congresul de la Viena, care s-a desfășurat între octombrie 1814 și iunie 1815. Europa Congresului de la Viena a fost o Europă dominată de interesele marilor puteri. Odată cu acest congres, identitatea europeană a devenit în mod clar o realitate politică distinctă, un cadru în care națiunile erau obligate să își găsească un loc și o modalitate de coexistență unele cu celelalte. Sfânta Alianță apare ca o replică la proiectul napoleonian, pretinzând a recunoaște cele trei mari biserici europene: catolică, ortodoxă și protestantă, personificate de împăratul Austriei, Francisc I, de țarul Rusiei, Alexandru I și de regele Prusiei, Frederic Wilhelm al III-lea. Tratatul avea ca scop apărarea monarhiilor absolutiste și a caracterului lor creștin împotriva avansului liberalismului în Europa.

## Obiectivele Sfintei Alianțe
În mod formal, Sfânta Alianță ar fi trebuit să asigure implicarea valorilor și dragostei creștine și a păcii în viața politică europeană, dar, în practică, principalul obiectiv al Sfintei Alianțe a fost păstrarea statu quo-ului (a conservatorismului și a hotarelor), adică înăbușirea oricăror tentative de revoluție sau eliberare a popoarelor prin intervenții militare. Cei trei împărați ale țărilor implicate au folosit acest tratat pentru a împiedica răspândirea ideilor revoluționare, în special celor ale Revoluției franceze. Alianța era îndreptată împotriva democrației și secularismului. Cu excepția Regatului Unit, Imperiului Otoman și a Sfântului Scaun, toate națiunile europene s-au alăturat Sfintei Alianțe. Se poate spune că Sfânta Alianță a fost, cel puțin din punctul de vedere al celor de azi, prima organizație internațională pentru apărarea securității și păcii din Europa, deși era legată de modele politice retrograde. Sfânta Alianță este asociată, de obicei, cu Cvadrupla Alianță și cu Cvintupla Alianță, (care au inclus, pe lângă Rusia, Austria și Prusia, și Regatul Unit și, din 1818, Franța), organizații care au urmărit susținerea aranjamentelor de pace stabilite la Congresul de la Viena. Sfânta Alianță a încercat să se amestece și în politica Americii Latine, dar acțiunile sale au fost stopate de opoziția Regatului Unit și de poziția politică a președintelui american James Monroe.
Totuși, popoarele nu s-au lăsat bătute, de aceea a avut loc lupta popoarelor pentru drepturi și pentru eliberare națională care a luat forme ca:
- apariția unor mișcări conspirative, societăți secrete (carbonarii italieni, societatea grecească Eteria etc.);
- redactarea de memorii prin care erau enunțate dorințele popoarelor;
- declanșarea de revolte și revoluții împotriva regimurilor conservatoare sau a stăpânirii străine.

## Conferințele Sfintei Alianțe
- Congresul de la Viena (1815) – crearea Sfintei Alianțe;
  - Tratatul de la Paris (1814-1815);
  - Congresul de la Aix-la-Chapelle (1818) – admiterea Franței în Sfânta Alianță;
  - Conferința de la Carlsbad (1819);
  - Congresul de la Troppau (1820);
  - Congresul de la Laybach (1821);
  - Congresul de la Verona (1822).

Prima reuniune a „Concertului european” s-a desfășurat la Aix-la-Chapelle în 1818. Cu acest prilej s-a decis retragerea trupelor străine de pe teritoriul Franței și admiterea acesteia în „concert”. Țarul Alexandru I nu a ratat ocazia de a readuce în discuție posibilitatea înființării unei alianțe generale, deschisă tuturor statelor, alianță ce ar fi urmat să garanteze atât menținerea frontierelor cât și a regimurilor existente. Cel care s-a opus propunerii țarului a fost Lordul Castlereagh.
Alte congrese, care au luat în discuție necesitatea intervenției în Spania și Neapole, unde suveranii acestor state fuseseră nevoiți să accepte liberalizarea regimurilor, au avut loc la Troppau (în noiembrie 1820), Laibach (ianuarie 1821) și Verona (1822). Marea Britanie se va opune categoric unei intervenții militare a Cvadruplei Alianțe în statele mai sus amintite. Cu toate acestea, Marile Puteri europene continentale hotărăsc intervenția trupelor austriece în Italia și a celor franceze în Spania. Sfânta Alianță a supraviețuit atât timp cât s-a putut menține statu quo-ul hotărât prin tratatele din 1815. Totuși, într-o formă modificată, „Concertul european” avea să supraviețuiască pe întreg parcursul secolului al XIX-lea. Însă, după 1823, întâlnirile sale nu se vor mai desfășura la cel mai înalt nivel, ci prin intermediul ambasadorilor Marilor Puteri.

## Declinul Sfintei Alianțe
Sfârșitul Sfintei Alianțe a fost cauzat de diferențele care au apărut între componentele sale. În primul rând, nu au reușit să înăbușe mișcarea de independență greacă în 1821, deoarece a fost susținută de Franța și Marea Britanie.
La rândul său, Rusia nu a acceptat nici ea să se poziționeze împotriva grecilor. După moartea țarului Alexandru I în 1825, moștenitorul său a preferat să dezvolte o strategie de slăbire a Imperiului Otoman, care presupunea sprijinirea independenților din Grecia. Această discrepanță a făcut ca Sfânta Alianță să fie, de facto, eliminată.